# 冯川镇
冯川镇，是中华人民共和国江西省宜春市奉新县下辖的一个乡镇级行政单位。

## 行政区划
冯川镇下辖以下地区：
蒋家岭社区、罗山社区、教育园社区、滨阳社区、北门社区、龙山社区、东门社区、宫保地社区、圣殿社区、书院社区、冯田社区、沙溪社区、城郊社区、赤角村、大路口村和镇水产场生活区。